# Gåstjärnen (Stora Tuna socken, Dalarna)
Gåstjärnen är en sjö i Borlänge kommun i Dalarna och ingår i Dalälvens huvudavrinningsområde.